# Amphinomos (Sohn des Nisos)
Amphinomos (altgriechisch Ἀμφίνομος Amphínomos) ist eine Gestalt der griechischen Mythologie.
In Homers Epos Odyssee wird Amphinomos als einer der Freier der Penelope dargestellt. Er war ein Sohn des Nisos, Königs zu Dulichion.
Nachdem Antinoos die treibende Kraft bei dem Versuch gewesen war, Telemachos nach dessen Rückkehr aus Pylos auf See ermorden zu lassen, mit diesem Plan aber gescheitert war, trat er für die Beseitigung des jungen Odysseus-Sohns auf Ithaka selbst ein. Der friedfertige und verständige Amphinomos riet aber von diesem zweiten Attentat ab, wenn die Götter nicht hierfür ein Zeichen ihres Einverständnisses gäben, und setzte sich mit dieser Meinung vorläufig durch.
Als Odysseus von seinen langjährigen Irrfahrten wieder nach Ithaka heimgekehrt und zunächst als Bettler verkleidet unerkannt in seinen Palast gelangt war, warnte er Amphinomos und riet ihm zum Verlassen des Palastes. Athene bewirkte aber, dass Amphinomos trotz seiner Bedenken blieb. Später geriet Odysseus mit Eurymachos in Streit und es drohte zu einer Konfrontation auch mit den anderen Freiern zu kommen. In dieser Situation unterstützte Amphinomos Telemachos, riet zu Bett zu gehen und konnte die Gemüter beruhigen.
Odysseus rechnete schließlich zusammen mit seinem Sohn Telemachos und wenigen Vertrauten mit Penelopes Freiern in der großen Halle seines Palastes ab. Bei dem sich dabei entspinnenden Kampf wurde Amphinomos trotz seines bisher gezeigten maßvollen Verhaltens ebenso wie alle übrigen Freier getötet; Telemachos durchbohrte ihn mit einem Speer von hinten.
Nach einer anderen Sagenversion habe Amphinomos Erfolg bei seinen Bemühungen gehabt, Penelope zu verführen, die deshalb von Odysseus getötet worden sei.